# Luna negra
|  | Denne artikel er oprettet af botten PalnaBot ud fra en ekstern database. Den kan derfor have sproglige fejl eller mangler. Denne skabelon kan fjernes efter kontrol af indholdet. |

Luna negra er en animationsfilm fra 1994 instrueret af Elina Cullen efter manuskript af Elina Cullen.

## Handling
Animeret historie om en kvindes frigørelsesproces. Hendes søgen bringer hende i situtationer, der begrænser bevægelsesmulighederne, og hun tvinges til sidst til at vende blikket indad for at finde en anden slags frihed.